# Une minute de silence
Pour les articles homonymes, voir Minute de silence (homonymie).
Pour plus de détails, voir Fiche technique et Distribution.
Une minute de silence est un film français réalisé par Florent-Emilio Siri et sorti en 1998. Il s'agit de son premier long métrage.

## Synopsis
Marek, le Polonais, et Mimmo, l'Italien, sont mineurs depuis l'âge de seize ans à Freyming-Merlebach en Moselle. Collègues et amis, leur quotidien est rythmé par des rituels : à la sortie du puits, on se retrouve entre mineurs autour de bières, on traîne dans les cabarets érotiques, on fait des courses-poursuites en voiture… Décembre 1995 : ils ont vingt-cinq ans, une grève éclate. Marek veut y prendre part et trouver sa place auprès des syndicalistes ; quant à Mimmo, l'avenir dont il rêve est ailleurs. Au fur et à mesure que la grève s'intensifie, leur amitié est mise à l'épreuve.

## Fiche technique
- Titre original : Une minute de silence
- Réalisation et scénario : Florent-Emilio Siri
- Musique : Alexandre Desplat
- Photographie : Giovanni Fiore Coltellacci
- Décors : Thomas Peckre
- Montage : Joëlle Dufour
- Assistant monteur : Frédéric Quinonero
- Production : Frank Le Wita, Marc de Bayser
- Pays de production :  France
- Genre : drame
- Durée : 88 minutes
- Date de sortie :
  - France : 25 novembre 1998

## Distribution
- Benoît Magimel : Marek
- Bruno Putzulu : Mimmo
- Rüdiger Vogler : Jäger
- Kader Boukhanef : Ibrahim
- Pierre Martot : Frantz
- Olivier Parenty : Spitz
- Éric Savin : Tony
- Jean-Yves Chatelais : Stanis
- Andrea Schieffer : la journaliste
- Alexander May : Freddy

## Production
Le jeune réalisateur, qui n'avait auparavant mis en scène que des clips musicaux, s'inspire de sa région natale et du métier de son père sont le sujet de son premier long métrage.
Le tournage a lieu à Freyming-Merlebach en Moselle ainsi que dans la Ruhr en Allemagne.

## Distinctions
- Prix Cyril Collard 1998
- Prix de la Jeunesse à Namur 1998
- Grand Prix du public Belfort 1998
- Festivals de Toronto, San Sebastian et Hof.